# Saint-Hilaire-le-Grand
Saint-Hilaire-le-Grand is een gemeente in het Franse departement Marne (regio Grand Est) en telt 309 inwoners (1999). De plaats maakt deel uit van het arrondissement Châlons-en-Champagne.

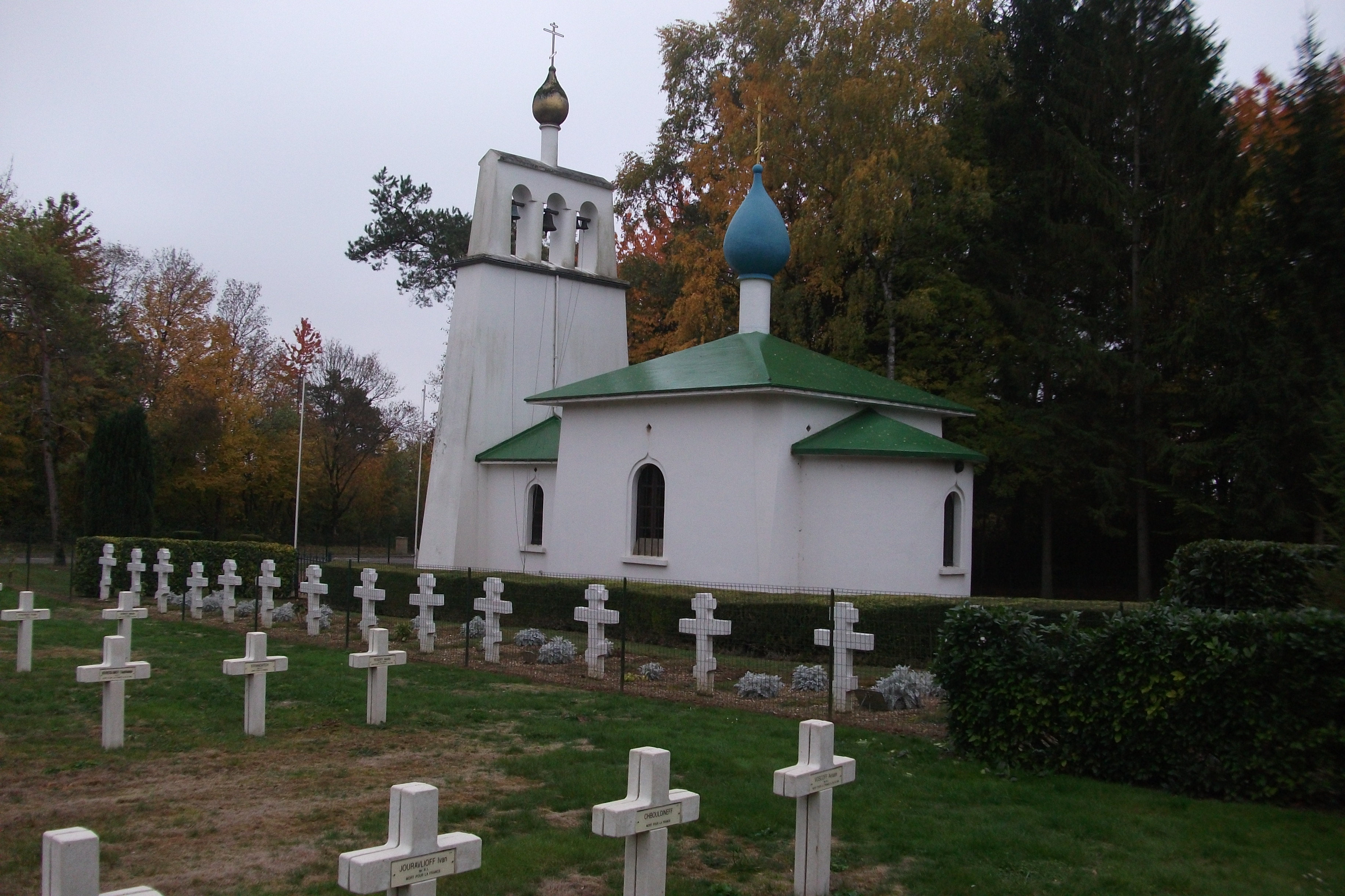
Kapel en begraafplaats van Saint-Hilaire-le-Grand
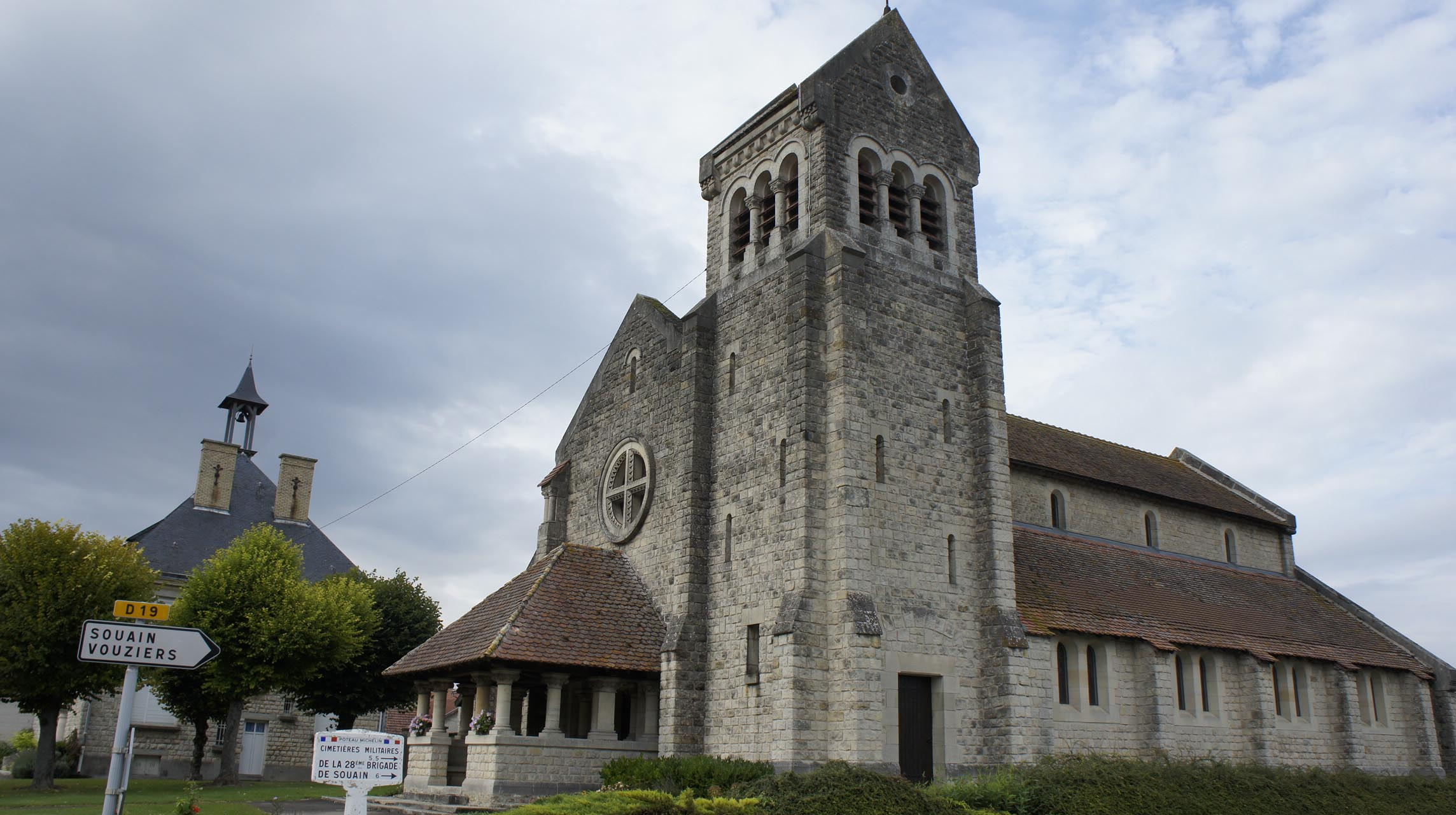
Kerk van Saint-Hilaire-le-Grand
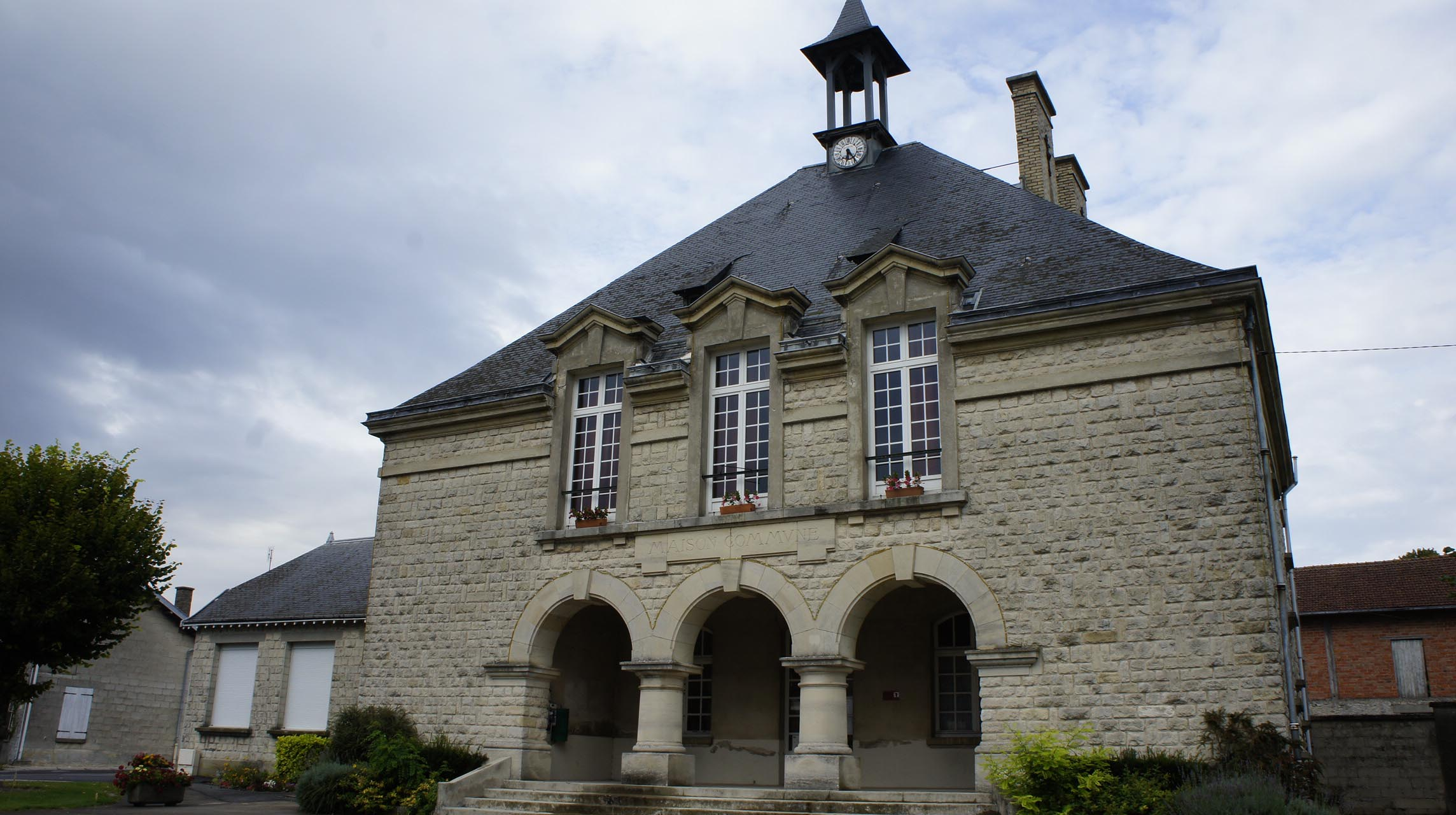
Gemeentehuis

## Geografie
De oppervlakte van Saint-Hilaire-le-Grand bedraagt 39,4 km², de bevolkingsdichtheid is 7,8 inwoners per km².
De onderstaande kaart toont de ligging van Saint-Hilaire-le-Grand met de belangrijkste infrastructuur en aangrenzende gemeenten.

## Demografie
Onderstaande figuur toont het verloop van het inwonertal (bron: INSEE-tellingen).